# Анна Илиева
Анна Илиева е българска етнохореоложка.

## Биография
Родена е на 7 август 1933 г. в София. През 1956 г. завършва Държавната музикална академия в София и постъпва на работа в Института за музика при Българска академия на науките. От 1989 г. преминава в Института за фолклор, където по-късно става ръководител на секция „Музикален и танцов фолклор“ („Антропология на музиката и танца“). През 1978 г. защитава кандидатска дисертация на тема „Проблеми на формообразуването на българските народни танци“, а през 1994 г. получава научната степен „доктор на изкуствознанието“. Специализира етнохореология в Русия, Украйна, Румъния и Великобритания. През 1997 г. е избрана за старши научен сътрудник І степен.

## Научна дейност
В продължение на няколко десетилетия записва и филмира български народни танци във всички музикалнофолклорни области на България и работи за обогатяването на основания от Райна Кацарова танцов архив в Института за музика (Институт за изследване на изкуствата) при БАН. Има огромен принос за филмовото документиране, съхранението и изследването на музикалния и танцовия фолклор на българите. Издирва и документира над 4000 танца – културни феномени.
Автор е на монографии, студии, статии и доклади в областта на етномузикологията и етнохореологията. Първата ѝ задълбочена публикация е „Музикално-фолклорни проучвания в Свогенско“ (1964). В нея предлага цялостна характеристика на музикалния фолклор от този район и ясно формулира специфичните особености на шопското двугласно пеене. Автор е на сборника „Народни танци от Средногорието“ (1978). Тя е един от основателите на Изследователската група по етнохореология при Международния съвет за традиционна музика към ЮНЕСКО. През 2007 г. публикува монографията „Теория и анализ на фолклорния танц. Принципи на формообразуването в българския танцов фолклор“.
Автор е на около 30 телевизионни филма и редица радиопредавания. Като утвърден учен с международен авторитет и признание Анна Илиева е член на Международния съвет за традиционна музика към ЮНЕСКО, Съюза на българските композитори и др.
Удостоена е с орден „Св. св. Кирил и Методий“ I степен и почетен знак на БАН „Марин Дринов“ с лента.
Професор Анна Илиева почива на 7 декември 2021 г. в град София.